# Burkittsville
La ville de Burkittsville est située dans le comté de Frederick, dans l’État du Maryland, aux États-Unis. Sa population s’élevait à 142 habitants lors du recensement de 2020.